# پگاسوس راید
شرکت پگاسوس راید (Pegasus Ride Ltd)، گروهی متشکل از افرادی ناشناخته هستند که به صورت سازماندهی‌شده و با طرحی مشابه پروژه‌های پانزی و با وعده‌هایی نظیر درآمد دلاری روزانه و سودهای غیرمعمول، اقدام به کلاهبرداری از خیل عظیمی از ایرانیان کردند. این شرکت خود را فعال در زمینۀ دوچرخه‌های اشتراکی و حفاظت از محیط زیست قلمداد کرده بود. مطابق دستورالعمل‌های این شرکت، افراد می‌بایست اقدام به خرید دوچرخه‌های اشتراکی می‌کردند که با توجه به مدت‌زمان فعال بودن دوچرخه‌ها در طول روز، درآمد فرد محاسبه می‌شد. از جمله اقدامات این شرکت، ترغیب کاربران به گرفتن زیرمجموعه با وعده‌هایی نظیر سود بیشتر بود که متاسفانه منجر به مال‌باخته‌شدن افراد بیشتری گردید.

## آخرین اخبار از شرکت پگاسوس راید
به‌روزرسانی در 18 آذر 1403: بر اساس آخرین اطلاعات به‌دست‌آمده، شرکت «پگاسوس راید» که در زمینه اجاره و خرید دوچرخه فعالیت می‌کرد، از روز جمعه ۸ آذر ۱۴۰۳ پرداختی‌های خود به سرمایه‌گذاران را متوقف کرده است. این شرکت، که حالا به‌عنوان یک پروژه پانزی شناخته می‌شود، مبالغ هنگفتی از سرمایه کاربران را به‌صورت غیرقانونی به سرقت برده است. در ابتدا، تیم مدیریتی این پروژه با ادعای نیاز به تأمین مالی برای تعمیر دوچرخه‌ها، سرمایه‌گذاران را به ادامه سرمایه‌گذاری تشویق کردند. اما شواهد حاکی از آن است که هدف اصلی آن‌ها تنها جمع‌آوری سرمایه بیشتر و خرید زمان برای خروج از ماجرا بوده است. در حال حاضر، حساب‌های کاربران به‌طور کامل مسدود شده و هیچ پرداختی به آن‌ها صورت نمی‌گیرد. این اتفاق نشان‌دهنده یک کلاهبرداری سازمان‌یافته و سوءاستفاده از اعتماد سرمایه‌گذاران است که تأثیرات مخربی بر جامعه کاربری این پروژه داشته است.

## فعالیت‌های مشکوک و نشانه‌های هشدار

### وبسایت جدید و غیرقابل‌اعتماد
وبسایت شرکت پگاسوس راید برای اولین بار در ژوئن ۲۰۲۴ آنلاین شد، که سابقه کوتاه فعالیت آن را به نمایش می‌گذارد. با این وجود، این شرکت همچنان ادعا دارد که سال‌ها فعالیت موفق داشته و در سرتاسر جهان فعال است. عدم وجود ردپای دیجیتال یا سوابق تاریخی قدیمی‌تر از اواسط ۲۰۲۴، اعتبار این شرکت را زیر سوال می‌برد.

### دفتر مجازی و مالک ناشناس
آدرس انگلستانی که برای دفتر پگاسوس راید ارائه شده یک دفتر مجازی است. این دفاتر اغلب توسط شرکت‌های کلاهبرداری استفاده می‌شوند تا بدون وجود فیزیکی، ظاهری معتبر برای خود ایجاد کنند. همچنین هویت واقعی صاحب این کسب‌وکار نیز مخفی مانده و اسم «شهادت حسین» (Shahadat Hossain) به عنوان تنها مدیر ذکر شده است. عدم شفافیت مالک واقعی و استفاده از دفتر مجازی همه از نشانه‌های رایج طرح‌های کلاهبرداری هستند.

### ادعاهای باورنکردنی رشد و اشتغال‌زایی
شرکت پگاسوس راید ادعا دارد که بیش از ۱۵ میلیون دوچرخه اشتراکی در سرتاسر جهان توزیع کرده و ۳۰ میلیون کاربر روزانه دارد. اگر این ادعا درست باشد، شرکت پگاسوس راید یکی از بزرگ‌ترین شرکت‌های حمل‌ونقل در سرتاسر جهان خواهد بود و از شرکت‌های معروف‌تری مانند Lime و Mobike نیز پیشی می‌گیرد. همچنین، ادعای ایجاد صدها هزار شغل نیز هیچ شواهدی و سندی در دنیای واقعی ندارد. برای شرکتی که چندین ادعاهایی درباره گستردگی خود دارد، عدم وجود پوشش رسانه‌ای، گزارش‌های مستقل یا حضور در بازار شدیدا مشکوک است.

### دستکاری داده‌ها در شبکه‌های اجتماعی
فعالیت‌های پگاسوس راید در شبکه‌های اجتماعی با دقت طراحی شده تا تنها تصاویری از لبخند افراد، رویدادهای گروهی و کاربران خوشحالی که از خدمات آن‌ها لذت می‌برند را به نمایش بگذارد. هدف از این تصاویر تبلغیاتی، ایجاد تصویری مثبت و قابل‌اعتماد برای جذب سرمایه‌گذاران است. علاوه بر آن، شرکت کاربران را تشویق می‌کند تا تجربه مثبت خود را بیان کنند و در شبکه‌های اجتماعی به اشتراک بگذارند. این تاکتیک اغلب توسط کلاهبرداری‌های هرمی استفاده می‌شود تا اعتباری دروغین ایجاد کرده و اعضای جدید را جذب کند.

### ساختار پانزی در طرح سرمایه‌گذاری
«سطوح» مختلف سرمایه‌گذاری به سرمایه‌گذارن پیشنهاد می‌شود و هر سطح مبلغ سرمایه زیادی می‌خواهد و در عین حال، بازدهی بسیار بالاتری ارائه می‌دهد. برای مثال، میزان سرمایه‌گذاری از ۳۲۰ تا ۲۰،۰۰۰ دلار تعیین شده و این شرکت ادعا دارد که سود روزانه می‌تواند به ۶۲۰ دلار برسد. این ساختاری از نشانه‌های رایج کلاهبرداری پانزی است، که در آن سرمایه‌گذاران اولیه دارایی‌های سرمایه‌گذاران جدید را دریافت می‌کنند و نه درآمدی که واقعا از طریق کسب‌وکار به دست آمده است.

### مشوق‌های و جوایز جذب عضو مشابه کلاهبرداری‌های هرمی
شرکت پگاسوس راید سرمایه‌گذاران را تشویق می‌کند تا اعضای جدید جذب کنند تا بر اساس سطح سرمایه‌گذاری عضوی که جذب می‌کنند پاداش دریافت کنند. این ساختار جذب عضو هرمی یکی دیگر از شواهدیست که به کلاهبرداری پانزی اشاره دارد، زیرا نشان می‌دهد که درآمد شرکت به جریان ورودی بی‌وقفه اعضای جدید وابسته است و نه اعمال واقعی کسب‌وکار.

### کارمزدها و موانع برداشت
این شرکت کارمزد گزاف ۲۰ درصدی را برای برداشت سرمایه‌ها دریافت می‌کند، که به ظاهر برای جبران هزینه‌های نگهداری از پلتفرم، هزینه توسعه و سایر هزینه‌هاست. این کارمزدهای بالا عموما در کلاهبرداری‌ها به کار می‌روند تا سرمایه‌گذاران را از برداشت پشیمان کنند و تا جای ممکن دارایی‌های سرمایه‌گذاران را در سیستم خود نگه دارند.

## گوردون جیمز
فعالیت عمدۀ این گروه از طریق کانال‌ها و گروه‌های ساخته‌شده در پلتفرم تلگرام بود. از جمله افرادی که شبانه روز و بدون خستگی مشغول پاسخ‌دهی و رسیدگی به فعالیت‌های شرکت بود، اکانتی مشکوک با نام گوردون جیمز بود که مشخص نیست اصلا وجود خارجی داشته باشد یا خیر. این اکانت علاوه بر برگذاری جلسه‌های آنلاین با هدف ترغیب افراد به فعالیت بیشتر در شرکت، گروه‌ها و کانال‌های تلگرامی را به شدت تحت کنترل داشت و به صورت شخصی نیز برای کاربران نگون‌بخت پیام‌هایی با هدف جذب سرمایۀ بیشتر ارسال می‌کرد. در آخرین ساعت‌های فعالیت این شرکت، این اکانت تلگرامی همواره به ترغیب افراد برای سرمایه‌گذاری بیشتر می‌پرداخت و متاسفانه افراد زودباور حتی سرمایۀ بیشتری را هم از دست دادند! در نهایت، تلگرام این اکانت را اسکم اعلام کرد.